# Anafotía
Anafotía (grec moderne : Αναφωτία) est un village chypriote situé dans le district de Lárnaca et comptant plus de 790 habitants.